# Ґгат

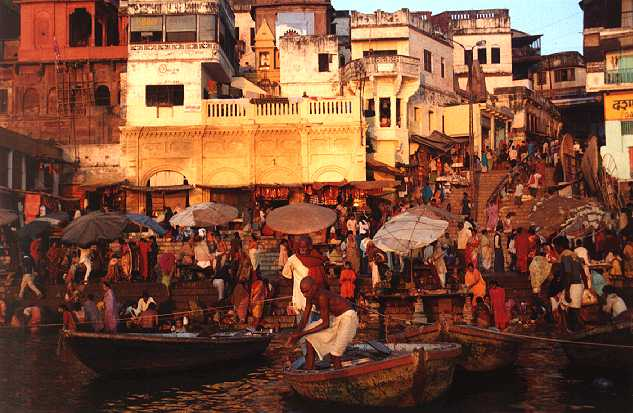
Ґгат Дасашвамедх у Варанасі

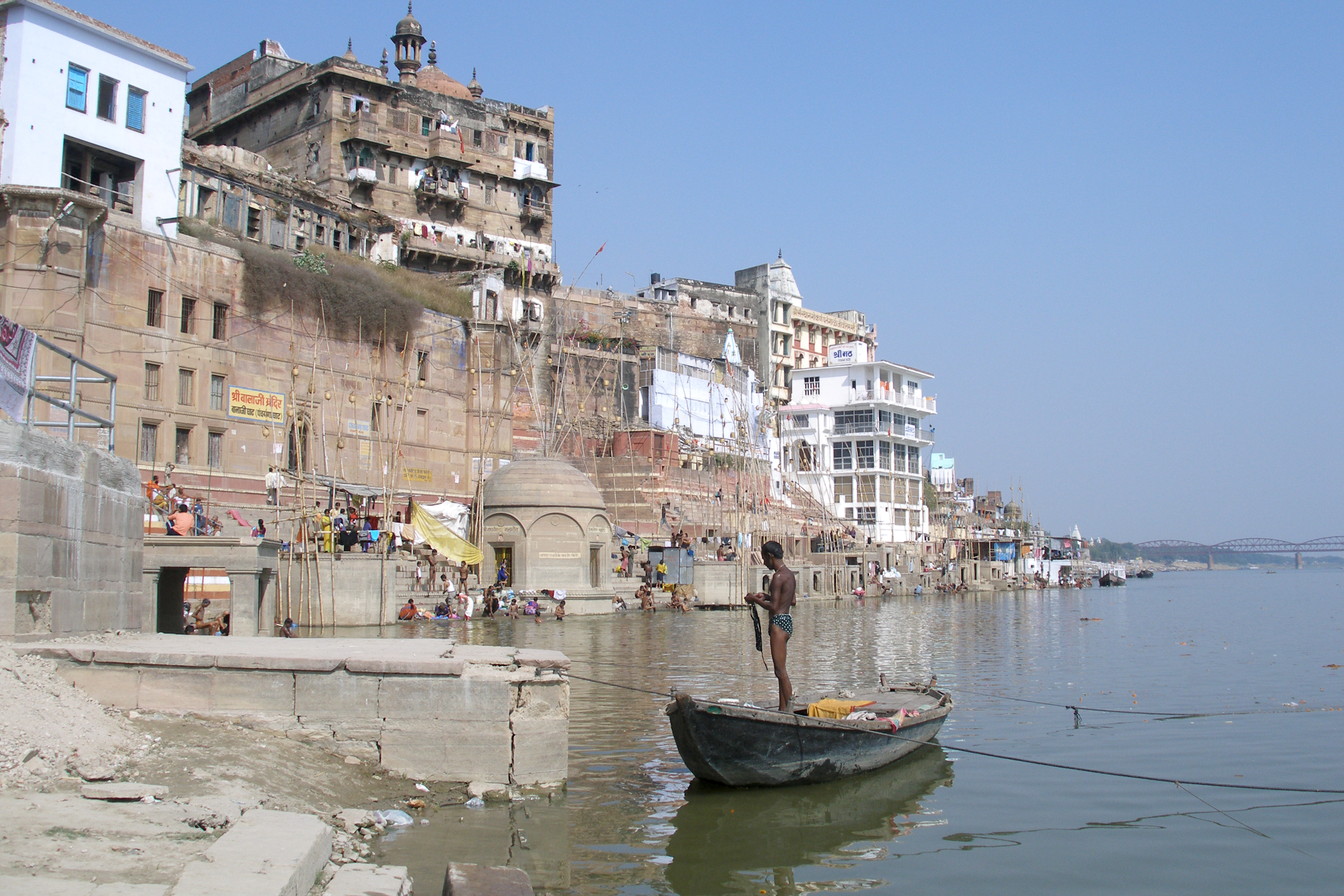
Ґгат у Варанасі

Ґгат (бенг. ঘাট, гінді घाट) — кам'яна ступінчаста споруда для ритуального обмивання індуїстів, а також місце кремації.
Ґгати розташовуються на берегах всіх священних річок Індії. Найвідоміший Ґгат — в місті Варанасі на західному березі Гангу, між впадіння в нього річок Аруна та Асі, яким практично забудований весь берег.
Ґгат — одна з найвизначніших пам'яток священного для індуїстів міста, а також важливе сакральне місце для мільйонів вірян.
Ритуальний похорон з кремацією тіл відбувається лише на двох ґгатах. Один з них — Харішчандра — найбільший в Варанасі. Інші відомі Ґгати — Дашашвамедха і Кедар.
Більшість ґгатів служать для ритуального обмивання індуїстів.
Обряд кремації за індуїстською традицією має відбутися на берегах Ґанґи з обов'язковим використанням натуральних дров, дуже дорогих в Індії. Після спалювання останки скидаються в річку. Бідних, що не мають коштів на кремацію, але прийшли до Варанасі помирати, а також деякі категорії людей — неодружених дівчат, вагітних жінок, дітей — не спалюють, а трупи відразу скидають в річку. Смерть на березі Ґанґи, як вважають віряни, звільняє душу з циклу реінкарнації.
За ритуалами на ґгатах завжди спостерігає безліч туристів.
Також існує багато відомих ґгатів по берегах священної річки Джамуни, особливо в районі Вріндавана, що особливо процвітав за часів правління принців Раджпути (XVII — XVIII століття). Тоді з червоного пісковика було побудовано багато храмів і ґгатів. Перший з них виник близько 1580 року, а останній — у 1870. Багато Ґгатів загубилися були зруйновані або з плином часу зникли під шаром піску та бруду. В даний час робляться зусилля, щоб відновити вріндаванські Ґгати і повернути їм колишню славу.
Інші відомі Ґгати розташовані в штаті Мадхья-Прадеш на берегах річки Нармади.

## Цікаві факти
Також Ґгатами — Західними та Східними — називаються гори на півострові Індостан.